# باربرا غويناغا
باربرا غويناغا هي ممثلة إسبانية ولدت في 20 يوليو 1983.

## روابط خارجية
- باربرا غويناغا على موقع IMDb (الإنجليزية)
- باربرا غويناغا على موقع ألو سيني (الفرنسية)
- باربرا غويناغا على موقع أول موفي (الإنجليزية)
- باربرا غويناغا على موقع قاعدة بيانات الفيلم (الإنجليزية)
- باربرا غويناغا على موقع كينوبويسك (الروسية)